# Bordzjghali
Bordzjghali (georgiska: ბორჯღალი, Bordzjghali; mingreliska: ბორჯღალა, Bordzjghali) är en historisk georgisk solsymbol med sju roterande vingar och relaterar till mesopotamiska och sumeriska symboler för evighet.
Idag används symbolen på georgiska pass, ID:n samt på dess valuta, Larin. Bordzjghali används även som logotyp på Georgiens herrlandslag i rugby unions matchtröjor, där spelarna kallas för "Bordzjghalosnebi" vilket innebär "män av Bordzjgali". Bordzjghalin fanns även tidigare på det nationella flygbolaget Airzena Georgian Airways flygplan.